# Cihangir
Cihangir è un quartiere del distretto di Beyoğlu a Istanbul, in Turchia.
Situato tra Piazza Taksim e Kabataş, il quartiere è caratterizzato da molte stradine, affollate da diversi piccoli caffè.
L'etimologia del nome deriva da vincitore in turco che, a sua volta, proviene dalla parola composta della lingua persiana Jahan e gir (جهانگیر), che significa conquistatore del mondo.

## Storia
Durante il periodo bizantino, l'area attuale di Cihangir, probabilmente, non era ancora stata edificata. Durante il regno di Solimano il Magnifico, Cihangir era la zona di caccia prediletta dal figlio di Solimano il cui nome era Cihangir. Dopo la morte del figlio, Solimano affidò all'architetto Mimar Sinan la costruzione di una piccola moschea rotonda, chiamata, per l'appunto, Moschea di Cihangir.
Sul finire del XIX secolo, la crescita esponenziale del limitrofo quartiere di Beyoğlu portò molti europei, non musulmani, a trasferirsi anche nel quartiere di Cihangir che conobbe così uno sviluppo significativo.
A partire dalla fine degli anni 1950, i residenti non mussulmani di Cihangir abbandonarono, o furono costretti ad abbandonare, a causa del Pogrom d'Istanbul, il quartiere. D'altra parte fu incoraggiato l'insediamento di emigrati proveniente da altre zone della Turchia.
Dagli anni '70, Cihangir è conosciuto come il quartiere degli artisti e degli intellettuali.
Nel 2012, il quotidiano britannico The Guardian ha incluso Cihangir nella lista dei cinque migliori posti al mondo in cui vivere.